# Napoleon Boulevard
Napoleon Boulevard – węgierska rockowa grupa muzyczna, założona w 1985 przez członków zespołu Solaris oraz Lillę Vincze. W 1986 roku zespół wystąpił na festiwalu Interpop z piosenką Kérlek, ne félj. Zespół rozpadł się w 1993 roku i reaktywował w 2009 roku.

## Historia
Zespół został założony przez członków zespołu Solaris w 1985 roku, uzupełniony o wokalistkę Lillę Vincze. Pierwsze piosenki Napoleon Boulevard były jednocześnie piosenkami Solarisa.
W 1986 zespół pojechał na 1 Festiwal Interpop, gdzie piosenką Kérlek, ne félj („Proszę, nie bój się”) zdobył pierwszą nagrodę. We wrześniu zakończyli nagranie pierwszego albumu. Sprzedał się on w 150 tysiącach egzemplarzy, osiągając status złotej płyty.
Kilka miesięcy później, w 1987 roku, zespół wydał drugą płytę, która sprzedała się w prawie 100 tys. egzemplarzy. Wkrótce potem zespół zaczął myśleć o nagraniu albumu w angielskiej wersji językowej, ale do nagrania takiego albumu nie doszło.
Jesienią 1988 zespół odniósł kolejny sukces. Płyta Júlia nem akar a földön járni sprzedała się w ilości 250 000 kopii, tytułowa piosenka została uznana piosenką roku, a Lilla Vincze – wokalistką roku. Zespół wielokrotnie pojawiał się w telewizji, nagrywał nowe teledyski, koncertował.
Wiosną 1989 roku nagrano francuską wersją piosenki "Uram, segíts!". Osiągnięto także porozumienie w sprawie rozpoczęcia nagrań w Londynie i Monachium. Wkrótce później kolejna płyta, Mennyből az angyal, osiągnęła status złotej.
W 1990 roku Napoleon Boulevard wydał ostatnią płytę, która osiągnęła status złotej (150 000 sprzedanych płyt) – Legyetek jók, ha tudtok. Kolejne dwie płyty nie odniosły już takiego sukcesu. W 1993 roku zespół rozpadł się.
W 2009 roku zespół reaktywował się. Z myślą o upamiętnieniu 25 rocznicy jego założenia wydano również nową płytę.

## Dyskografia
- Napoleon Boulevard 1. (1986)
- Napoleon Boulevard 2. (1987)
- Júlia nem akar a földön járni (1988)
- Best of Napoleon Boulevard (1988, kompilacja)
- Mennyből az angyal (1989)
- Legyetek jók, ha tudtok (1990)
- Egyenlítői Magyar Afrika (1991)
- Jó lenne ha jó lenne (1993)
- Best of 1985-1989 (2009, kompilacja, remake)

## Skład zespołu
- Lilla Vincze (wokal)
- István Cziglán, zm. 1998 (gitara solowa)
- Róbert Erdész (instrumenty klawiszowe)
- László Gömör (instrumenty perkusyjne)
- Attila Kollár (flet)
- Tamás Pócs (gitara basowa)